# Serbische American-Football-Nationalmannschaft
Die serbische American-Football-Nationalmannschaft ist nach der Gründung des serbischen American-Football-Verbandes entstanden. Das erste offizielle Spiel war das Freundschaftsspiel am 17. Oktober 2005 in Belgrad gegen Slowenien, aus welchem Serbien siegreich hervorging.
Der erste Trainer der serbischen American-Football-Nationalmannschaft war Igor Hoffman, der 2007 seinen Rücktritt bekannt gab. Neuer Trainer wurde Aleksandar Ćirić.

## Platzierungen bei Europameisterschaften
|      | Gruppe        | Platzierung | Gesamtplatzierung |
| ---- | ------------- | ----------- | ----------------- |
| 2007 | C             | 4.          | 14.               |
| 2012 | C             | 1.          | 10.               |
| 2013 | B             | 5.          | 10.               |
| 2016 | Qualifikation | 2.          | 8.                |
| 2021 | A             | 7.          | 7.                |
| 2023 | A             | 8.          | 8.                |
| 2025 | A             | (9–12)      | (9–12)            |

## Spiele
Nur Spiele der Europameisterschaften.
| 12. August 2007    | Österreich  | 59 : 03                         | Serbien    | Wolfsberg          | C-EM                          |
| 14. August 2007    | Serbien     | 14 : 06                         | Norwegen   | Wolfsberg          | C-EM                          |
| 18. August 2007    | Schweiz     | 32 : 19                         | Serbien    | Wien               | C-EM Spiel um Platz 3         |
| 14. September 2012 | Niederlande | 14 : 21 (0:0, 6:14, 8:7, 0:0)   | Serbien    | St. Gallen         | C-EM Halbfinale               |
| 16. September 2012 | Serbien     | 20 : 14 (13:0, 7:7, 0:0, 0:7)   | Schweiz    | Hohenems           | C-EM Finale                   |
| 31. August 2013    | Dänemark    | 38 : 10 (8:7, 14:0, 16:0, 0:3)  | Serbien    | Mailand            | B-EM                          |
| 2. September 2013  | Serbien     | 9 : 13 (0:3, 3:0, 6:3, 0:7)     | Tschechien | Mailand            | B-EM                          |
| 7. September 2013  | Spanien     | 0 : 30 (0:7, 0:10, 0:13, 0:0)   | Serbien    | Mailand            | B-EM Spiel um Platz 5         |
| 10. Oktober 2015   | Serbien     | 56 : 0 (14:0, 21:0, 14:0, 7:0)  | Ungarn     | Belgrad            | Qualifikation 1. Runde        |
| 2. September 2016  | Serbien     | 17 : 0                          | Schweiz    | Lignano Sabbiadoro | Qualifikation 2. Runde        |
| 4. September 2016  | Italien     | 17 : 14                         | Serbien    | Lignano Sabbiadoro | Qualifikation 2. Runde Finale |
| 27. Oktober 2019   | Serbien     | 16 : 0                          | Tschechien | Požarevac          | Gruppenphase                  |
| 9. November 2019   | Frankreich  | 13: 07 (7:0, 0:7, 0:0, 6:0)     | Serbien    | Villeneuve-d’Ascq  | Gruppenphase                  |
| 8. August 2021     | Österreich  | 48 : 06 (14:0, 14:6, 14:0, 6:0) | Serbien    | Wien               | Platzierungsspiel             |
| 8. Oktober 2022    | Schweden    | 21 : 14 (7:0, 0:0, 7:7, 7:7)    | Serbien    | Örebro             | Gruppenphase                  |
| 23. Oktober 2022   | Serbien     | 24 : 13                         | Schweiz    | Kragujevac         | Gruppenphase                  |
| 5. August 2023     | Dänemark    | 13 : 07                         | Serbien    | Kopenhagen         | Platzierungsspiel             |
| 29. Oktober 2023   | Frankreich  | 47 : 0                          | Serbien    | Avignon            | Spiel um Platz 7              |
| 19. Oktober 2024   | Serbien     | 19 : 25                         | Ungarn     | Melenze            | Gruppenphase                  |
| 27. Oktober 2024   | Österreich  | 78 : 0                          | Serbien    | Salzburg           | Gruppenphase                  |
| 2025               | Frankreich  |                                 | Serbien    |                    | Platzierungsspiel             |